# 존 플레쉐트
존 플러솃(John Pleshette, 1942년 7월 27일 ~ )은 미국의 배우이다.
뉴욕에서 태어났다.

## 출연 작품
- 젠틀맨 브론코스 (2009년)
- 섹스와 아침 (2007년)
- 헬터 스켈터 (2004년)
- 제임스 딘(영어판) (2001년)
- 트루먼 쇼 (1998년) - 네트웍 실무자 역
- 마이크 해머, 프라이빗 아이 (1997년)
- 지옥의 저주 (1997년)
- 나를 사랑한 고릴라 (1995년)
- 블랙 시티 (1993년)
- 지옥의 링 (1993년)
- 모델, 경찰, 호스테스 (1992년)
- 내전 (1991년)
- 이중 음모 (1991년)
- 파라다이스 살인 (1990년)
- 베트남 텍사스 (1990년)
- 신들의 풍차 (1988년)
- 춤추는 헐리웃 (1985년)
- 하나를 위한 삼중주 (1984년)
- 할리우드의 건달들 (1981년)
- 록키 2 (1979년) - 감독 역

### 텔레비전
- 케빈은 12살 (1988년)
- 닥터 퀸 (1993년)
- 낫츠 랜딩 (1979년)
- 달리는 사이먼 (1981년)
- LA 로 (1986년)